# Caroline Quéroli
Caroline Quéroli (Parigi, 5 giugno 1998) è una schermitrice francese, specializzata nella sciabola.

## Palmarès
- Mondiali

Lipsia 2017: bronzo nella sciabola a squadre.
Wuxi 2018: oro nella sciabola a squadre.
Budapest 2019: argento nella sciabola a squadre.
Il Cairo 2022: argento nella sciabola a squadre.
Milano 2023: argento nella sciabola a squadre.
- Europei

Novi Sad 2018: bronzo nella sciabola a squadre.
Düsseldorf 2019: bronzo nella sciabola a squadre.
Adalia 2022: oro nella sciabola a squadre.